# Francisco Serrano Bedoya
Francisco Serrano Bedoya (Quesada, 3 agosto 1813 – Madrid, 1882) è stato un politico spagnolo.

## Biografia
Francisco Serrano Bedoya nacque a Quesada il 3 agosto 1813. Aiutante di campo di Baldomero Espartero dal 1840 al 1844, partecipò ai moti del 1848 e fu imprigionato. Durante il periodo progressista fu governatore di Saragozza, ma nel 1868 fu nuovamente imprigionato alle Canarie.
Divenuto capo della guardia civile nel 1869 e capitano generale di Catalogna dal 1874, nello stesso anno divenne ministro della guerra.